# Lichtensia schini
Lichtensia schini är en insektsart som beskrevs av Hempel 1932. Lichtensia schini ingår i släktet Lichtensia och familjen skålsköldlöss. Inga underarter finns listade i Catalogue of Life.